# Chróścin-Młyn
Chróścin-Młyn – część wsi Chróścin w Polsce położona w województwie łódzkim, w powiecie wieruszowskim, w gminie Bolesławiec.
Rodzaj miejscowości został zmieniony 1.01.2022 r. z osada, na część wsi.
W latach 1975–1998 miejscowość należała administracyjnie do województwa kaliskiego.